# Храм Николая Чудотворца (Нижний Тагил)
Единоверческий храм во имя святителя Николая Чудотворца (Никольская церковь) — храм Нижнетагильской епархии Русской православной церкви в Ленинском районе города Нижний Тагил, Россия. Возведён возле реки Лебы в частном секторе района Горбуново по адресу улица Радужная, дом 2а.

## Описание
Храм Николая Чудотворца расположен посреди частного сектора района Горбуново на окраине Нижнего Тагила и стоит на берегу небольшого пруда не реке Леба, неподалёку от моста через неё. Первоначально здание храма имело вид типичного для Урала купеческого дома и предназначалось для винокуренного завода, поэтому выглядит оно довольно нетипично для православной церкви. Впоследствии, когда здание было передано под храм и перестроено, в нём появились признаки Русско-Византийского архитектурного стиля. Храм трёхглавый. Здание храма каменное, с каменной колокольней посередине и массивной надстройкой над алтарной частью со смыкающейся кровлей по типу носа корабля, которая делает здание похожим на Ноев ковчег. Стены здания и колокольня выкрашены в бежевый цвет. Колокольня шатрового типа с главкой наверху. Ещё две главки находятся непосредственно на кровле над притвором и алтарной надстройкой. Стены украшены рустом со скошенными гранями на двух верхних углах алтарной надстройки. Окна имеют килевидные своды. Главный вход в храм находится посередине здания и ведёт в зал богослужения; второй вход находится напротив главного и обычно закрыт. Оба входа в зал богослужения имеют незначительные выступы от основного массива с надстройкой в виде кокошников. С восточной алтарной стороны имеется полукруглый выступ со лжеокном. В притворе расположены подсобное помещение и церковно-приходская школа, в эту часть здания ведёт отдельный вход, расположенный рядом с главным. Храм окружён кованным ограждением со входом и воротами для въезда автотранспорта.

## История
Здание храма было построено купцом Григорием Михайловичем Хлестовым в последнем десятилетии XIX века как винокуренный завод. Впоследствии купец передал здание единоверческой общине Нижнего Тагила. Здание было переоборудовано под храм силами самих прихожан и освящено в 1900 году. Была надстроена колокольня и пристроена алтарная часть. При советской власти в 1930-е годы храм был закрыт. В здании располагался и молодёжный клуб, и производственный склад. С 1953 года здание храма занимал сельский дом культуры посёлка Горбуново.
В 1996 году, на правах единоверия, к Русской православной церкви присоединилась община часовенных старообрядцев, в мае того же года здание храма было возвращено общине. Служба в храме идёт по дореформенным богослужебным книгам.